# Mullingar
Mullingar (en irlandés: An Muilleann gCearr) es una ciudad, capital del Condado de Westmeath en la provincia de Leinster, en el centro- este de la República de Irlanda.

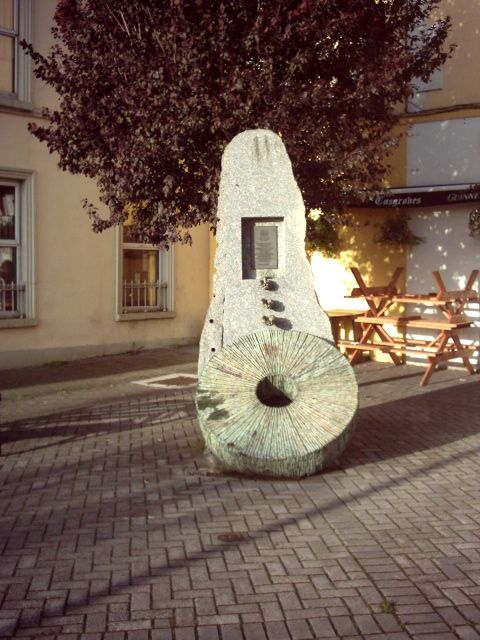
An Muileann gCearr.

An Muileann gCearr, en irlandés, es un núcleo urbano predominantemente de clase media, próxima a la periferia de la ciudad de Dublín, de la que dista unos 80 km., en la República de Irlanda. La ciudad ha visto un crecimiento sin precedentes en los últimos años desde 1542, con Enrique VIII, y tiene previsto para los próximos 20 años un fuerte crecimiento, de los más altos que cualquier otra ciudad de la zona en el Condado de Dublín. En el censo de 2016 la población era de 20.928 habitantes.
En 1542 Mullingar llegó a ser capital del condado nuevamente establecido entonces como Westmeath y se convirtió en su centro administrativo. Mullingar es un asentamiento antiguo que data de 560, siendo fundado por San Colmain (521-56?). Según la leyenda, el santo bendijo la localidad, dándole su significado conocido como Lynn, Fore.

Mullingar también tiene una de las escenas más grandes de la vida de la noche en el lado del norte de Dublín, la ciudad tienen sobre una docena de barras tales como The Greville Arms, Danny Byrne's. También tiene un gran número de restaurantes tales como The Belfry Knockdrin y The Newbury Arms. De igual forma, la ciudad es conocida por ser la cuna del antiguo miembro de la boy band One Direction, Niall Horan, quien ahora tiene una carrera como solista.